# Волинка
Во̀линка (на руски: волынка) е музикален инструмент, широко използван в древността. Отговаря по устройство на гайдата, понякога с две мелодични тръби. Използва се за солово и ансамблово свирене, а също и за съпровод на песни. Този инструмент бил считан от руските князе и боляри за инструмент на простолюдието и постепенно до 18 век е изместен от акордеон и други.
Аналози на волинката са:
- Гудаствири – Грузия
- Дуда – Русия, Украйна, Беларус
- Паракапзук, тик – Армения
- Чимпой – Молдова
- Шапар, сарнай – Чувашия